# Campagne Québec-Vie
Campagne Québec-Vie (CQV) est une association québécoise fondée en 1989, et faisant partie du mouvement pro-vie. Elle vise à lutter contre l'avortement, l'euthanasie et le clonage humain, mais également contre le mariage homosexuel. Proche des milieux catholiques conservateurs, elle organise une marche pour la vie à Ottawa, à laquelle participe la majeure partie de l'épiscopat canadien. Toutefois, des prises de position de son dirigeant Georges Buscemi concernant l'homosexualité ou le pape François ont soulevé à plusieurs reprises la réprobation et la polémique.

## Description
Campagne Québec-Vie (aussi connue en anglais sous le nom de Quebec Life Coalition), est une division québécoise de Campaign Life Coalition, une organisation pro-vie pancanadienne. Fondée en 1989, elle préconise « l’inviolabilité de la vie humaine », s'opposant à la fois à l'avortement et au suicide assisté, mais également au mariage homosexuel.
Campagne Québec-Vie agit comme groupe de pression conservateur. Le public visé est principalement étudiant, via les publications distribuées sur les campus universitaires, mais également plus jeune (cégeps et écoles secondaires). L'association vise également la sphère politique.

### Prises de position
L'association compare l'interruption volontaire de grossesse à un crime contre l'humanité, s'en prenant aux « membres les plus vulnérables de notre société ».
À la suite de la dépénalisation de l'euthanasie par la Cour suprême du Canada en février 2015, l'association alerte sur les possibilités de dérives que cette décision pourrait entraîner : « L’euthanasie deviendra alors une issue thérapeutique vers laquelle des personnes se tourneront pour soulager leurs souffrances, alors qu’il y a beaucoup d’autres options ».
Les présidents de l'association se sont déclarés également en opposition à tout ce qu'aurait apporté la Révolution tranquille. En 2006, Luc Gagnon saluait l'élection à la papauté de Benoît XVI en comparant l'esprit de mai 1968 avec « la menace protestante pour l'Église du XVIe siècle ». En 2018, son successeur dénonce les « barbaries » que cette période a apporté au Québec (dont notamment la sodomie). 

## Organisation interne
- Membre fondateur : Gilles Grondin (1926-2004)
- Ex-président (2002-2009): Luc Gagnon
- Porte-parole et président actuel (depuis septembre 2009): Georges Buscemi[5].

L'association compte quatre employés à temps plein. En 2009, Luc Gagnon fonde « Quebec Life Coalition », division anglophone de l'association.

## Actions
L'association participe à de nombreuses manifestations locales aux abords des cliniques québécoises pratiquant l'interruption volontaire de grossesse, ne cautionnant aucune violence envers le personnel de ces établissements. Ceux-ci déclarent toutefois que les militants de l'association importunent et intimident leurs employés, et réclament régulièrement une protection des forces de l'ordre.  

### Annuelles
- La Marche nationale pour la vie d'Ottawa est organisée principalement par l'association[7].

### Ponctuelles
- En 2014, l'association participe à des manifestations du mouvement pro-vie, protestant contre le financement de l'avortement par le gouvernement du Québec[8].

- En mars 2019, Campagne Québec-Vie tente d'invalider une disposition juridique qui interdit toute manifestation à moins de 50 mètres d'une clinique pratiquant des interruptions volontaires de grossesse[9].

- En juillet de la même année, l'association lance une pétition pour soutenir la projection du film pro-vie Unplanned[10] et convaincre Vincent Guzzo, propriétaire de la chaîne de cinémas homonyme, de diffuser le film de manière plus large[11]. Des documents ayant été distribués à l'intérieur d'une salle de la chaîne, Vincent Guzzo, qui interdit toute sollicitation à l'intérieur de ses cinémas, a dû prendre des mesures pour empêcher que cela se reproduise, devant notamment refuser l'accès de la salle à des militants de l'association[12].

### Polémiques
En 2005, l'organisation du congrès de l'association donne lieu à une manifestation d'un collectif intitulé « Avortons leur congrès », composé de militants anarchistes et féministes, entre autres issus d'un collectif anti-masculiniste. Le financement du congrès par l'association Campaign Life Coalition est pointé du doigt, cette dernière appuyant l'action directe contre les cliniques pratiquant l'avortement, en offrant également des informations pour organiser ces actions.
En septembre 2017, George Buscemi, invité par la radio CHOI-FM, tient des propos sur l'homosexualité qui sont qualifiés de « complètement débiles » par les animateurs de l'émission. Qualifiant l'homosexualité de « désordre », ou de « tendance mal ordonnée », il affirme appuyer l'association « Ta vie ton choix » qui promeut l'usage de thérapie de conversion (interdites dans plusieurs états canadiens) pour « guérir » les homosexuels.
En avril 2019, le président de l'association signe une lettre ouverte contre le pape François, qu'il accuse, avec 18 autres personnalités catholiques non canadiennes, d'hérésie, et appelle les évêques à s'opposer au souverain pontife. Plusieurs membres de l'épiscopat québécois ont manifesté alors leur regret que la Marche nationale pour la vie, qui s'élance en mai à Ottawa, soit discréditée par l'engagement de son principal organisateur contre le pontife. Noël Simard, évêque de Valleyfield mais surtout président de l'Assemblée des évêques catholiques du Québec, a déclaré ne plus soutenir financièrement l'événement, ni l'association ; il annonce ne pas participer à la Marche 2019, tout comme le cardinal Gérald Cyprien Lacroix, archevêque de Québec et primat du Canada,.